# جامعة مدلسكس
جامعة ميدلسكس لندن هي جامعة بحثية عامة تقع في هندون، شمال غرب لندن، إنجلترا. اسم الجامعة مستمد من موقعها ضمن الحدود التاريخية لمقاطعة ميدلسكس.
يمكن إرجاع تاريخ الجامعة إلى عام 1878، حين أُنشئت الكلية التي تُعد نواتها الأولى، وهي "كلية سانت كاثرين" في توتنهام، بوصفها كليةً لتدريب المعلمات. تأسست الجامعة بهيئتها الحالية في عام 1992 بعد اندماجها مع عدة معاهد أخرى. وتُعد إحدى جامعات ما بعد عام 1992 (التي كانت سابقًا معاهد تقنية أو "بوليتكنيك").
تضم ميدلسكس هيئة طلابية يزيد عددها على 19,000 طالب في لندن، وأكثر من 37,000 طالب على مستوى العالم. وتمتلك الجامعة روابط لتبادل الطلاب مع أكثر من 100 جامعة في 22 دولة، في أوروبا والولايات المتحدة ومناطق أخرى حول العالم. ويُمثل في حرم هندون الجامعي وحده أكثر من 140 جنسية. إضافة إلى ذلك، للجامعة فروع جامعية في مالطا ودبي وموريشيوس، فضلًا عن عدد من المكاتب الإقليمية حول العالم. وتُقدَّم برامجها الأكاديمية عبر ثلاث كليات رئيسية: كلية العلوم والتكنولوجيا، وكلية العلوم المهنية والاجتماعية، وكلية الفنون والصناعات الإبداعية.
في عام 2017، حصلت الجامعة على الجائزة الفضية في إطار التميز التعليمي، كما نالت "جائزة الملكة" السنوية ثلاث مرات، منها مرتان ضمن فئة "جائزة الملكة للمؤسسات" تقديرًا لجهودها الدولية.

## التاريخ
على مدار 140 عامًا، كانت المؤسسات التي شكّلت في نهاية المطاف "جامعة ميدلسكس" تقع في شمال لندن. وتعود جذور الجامعة إلى عمليات اندماج بين عدد من الكليات والمعاهد في المنطقة، بدءًا من عام 1878 حين أُنشئت "كلية سانت كاثرين"، وهي كلية لتدريب المعلمات، في توتنهام. ثم تلتها "كلية هورنسي للفنون" (تأسست عام 1882)، و"معهد بوندرز إند التقني" (تأسس عام 1901)، و"معهد هندون التقني" (افتتح عام 1939).
في عام 1973، توحدت هذه الكليات، إلى جانب مؤسسات أخرى في شمال لندن، لتشكّل "كلية ميدلسكس للفنون التطبيقية". وفي عام 1992، تأسست "جامعة ميدلسكس" رسميًا بعد حصولها على الميثاق الملكي، وذلك بموجب "قانون التعليم الإضافي والعالي" الصادر في ذلك العام. ومع توسّع الجامعة، انضمت مؤسسات أخرى إليها خلال تلك الفترة.
منذ تسعينيات القرن العشرين، بدأت الجامعة في تعزيز حضورها الدولي، وذلك من خلال افتتاح أول مكتب إقليمي خارجي لها في كوالالمبور. وفي عام 1995، تم إطلاق شبكة من المكاتب الإقليمية في أنحاء أوروبا. وفي عام 2005، افتتحت ميدلسكس أول حرم جامعي خارجي لها في دبي، تلاه حرم جامعي في موريشيوس عام 2009، ثم آخر في مالطا عام 2013. كما تقيم الجامعة شراكات أكاديمية مع مؤسسات تعليمية في مختلف أنحاء العالم.
وقد دمجت الجامعة لاحقًا فروعها المختلفة في لندن ضمن حرم جامعي موحد يقع في هندون، والذي بات يضم جميع أنشطة التدريس في لندن اعتبارًا من عام 2013.
الجدول الزمني
- 1878 - تأسيس كلية سانت كاثرين، توتنهام
- 1882 - تأسيس كلية هورنسي للفنون
- 1893 - تأسيس بيريدج هاوس، هامبستيد
- 1901 – افتتاح معهد بوندرز إند التقني
- 1939 – افتتاح معهد هندون التقني
- 1947 – افتتاح كلية ترينت بارك للتربية
- 1962 – افتتاح كلية جديدة للخطابة والدراما
- 1962 - تم تغيير اسم معهد بوندرز إند التقني إلى كلية إنفيلد للتكنولوجيا من قبل وزارة التعليم.
- 1964 - كلية سانت كاثرين تتحد مع Berridge House لتشكيل كلية جميع القديسين
- 1973 – تأسيس كلية ميدلسكس للفنون التطبيقية
- 1974 - كلية ترينت بارك للتربية والكلية الجديدة للخطابة والدراما تنضم إلى كلية ميدلسكس للفنون التطبيقية
- 1978 - تم إغلاق كلية جميع القديسين، وتم نقل المباني (والطلاب المتبقين وبعض الموظفين) إلى كلية ميدلسكس للفنون التطبيقية
- 1991 - أصبح ديفيد ملفيل أول نائب للمستشار
- 1992 - تأسست جامعة ميدلسكس؛ أصبحت البارونة بلات من ريتل أول مستشارة للجامعة؛ افتتاح أول مكتب إقليمي خارجي في كوالالمبور
- 1994 - كلية لندن للرقص تصبح جزءًا من الجامعة
- 1995 - كلية شمال لندن للصحة تصبح جزءًا من الجامعة؛ مكاتب إقليمية مفتوحة في أوروبا
- 1996 - مايكل دريسكول يصبح نائب المستشار؛ حصلت ميدلسكس على جائزة الذكرى السنوية الأولى للملكة للتعليم العالي والتعليم الإضافي
- 1998 - تم شراء مستشفى ويتنغتون (Archway Wing) بالاشتراك مع كلية لندن الجامعية (UCL) من هيئة الخدمات الصحية الوطنية (NHS)؛ جائزة الذكرى السنوية للملكة تُمنح للمرة الثانية؛
- 1999 – حصلت ميدلسكس على مكانة المستثمرين في الأشخاص
- 2000 - اللورد شيبارد من ديدجمير يصبح مستشارًا؛ متحف التصميم المحلي والهندسة المعمارية في حرم كات هيل مفتوح للجمهور؛ حصلت ميدلسكس على جائزة الذكرى السنوية الثالثة للملكة؛ بدء إعادة تطوير الحرم الجامعي في هندون
- 2003 – تم الانتهاء من عملية تغيير العلامة التجارية التي بدأت في عام 2001 بالموافقة على شعار الجامعة الجديد؛ إغلاق الحرم الجامعي باوندز جرين؛ حصل على جائزة الملكة للمؤسسات
- 2004 - إنشاء معهد لندن الرياضي ضمن كلية العلوم الصحية والاجتماعية
- 2005 – افتتاح أول حرم جامعي خارجي في دبي (الإمارات العربية المتحدة)؛ يُغلق حرم توتنهام الجامعي مع نقل معظم البرامج إلى حرم ترينت بارك الجامعي
- 2007 - حصلت برامج Middlesex Media على جائزة Skillset Media Academy من قبل الإدارة الحكومية للابتكار والجامعات والمهارات
- 2008 - إغلاق الحرم الجامعي إنفيلد في الصيف - انتقال البرامج والطلاب والموظفين إلى هندون
- 2009 – افتتاح الحرم الجامعي الثاني في الخارج في موريشيوس
- 2010 - ينتقل مركز أبحاث الفلسفة وبرامج الدراسات العليا إلى جامعة كينغستون بعد قرار إغلاق البرامج التعليمية والحملة اللاحقة لحفظها
- 2011 – جائزة الملكة الثانية للمؤسسات؛ تحصيل 9000 جنيه إسترليني سنويًا كرسوم دراسية - الحد الأقصى بموجب التشريعات الحكومية؛ تم إغلاق Cat Hill ونقله إلى Trent Park وHendon. تسريح 200 موظف لتوفير 10 ملايين جنيه إسترليني
- 2012 - تم إغلاق حرم ترينت بارك الجامعي ونقل البرامج إلى الحرم الجامعي الرئيسي في هندون.
- 2013 – إغلاق حرم آرتشواي ونقل البرامج إلى هندون. جميع التدريس في المملكة المتحدة في هندون. افتتاح الحرم الجامعي الدولي الثالث في مالطا[16]
- 2015 - أصبح البروفيسور تيم بلاكمان نائبًا للمستشار[17]
- 2016 – افتتاح قاعة السكن الجديدة "Unite Olympic Way" في حرم لندن الجامعي والتي تضم 700 غرفة جديدة لطلاب جامعة ميدلسكس.
- 2016 – افتتاح المبنى الجديد "منتدى الشمال" (حرم لندن). يضم "منتدى الشمال" مرافق الفنون والتصميم والإعلام والفنون المسرحية والعلوم والتكنولوجيا في مبنى مثير للإعجاب وصديق للبيئة.
- 2017 – تم افتتاح مبنى ريترمان الذي تبلغ تكلفته 18 مليون جنيه إسترليني. فهي موطن لأول مصنع إلكتروني في المملكة المتحدة[18]
- 2018 - حصل اتحاد طلاب جامعة ميدلسكس على جائزة اتحاد الطلاب لهذا العام[19]

## الحرم الجامعي الحالي
قامت الجامعة بدمج معظم أنشطتها في حرم هندون الجامعي في لندن، حيث يقع جميع التدريس في حرم هندون اعتبارًا من خريف عام 2013. وتم إغلاق جميع الجامعات القديمة - باوندز جرين (2003)، توتنهام (2005)، إنفيلد (2008)، كات هيل (2011). )، ترينت بارك (2012)، وأرتشواي والمستشفيات (2013) – في حين تلقت هندون استثمارات كبيرة في المرافق والبنية التحتية لاستيعاب الطلاب والبرامج الجديدة.
منذ عام 2004، قامت الجامعة أيضًا بتشغيل حرم جامعي خارجي في دبي وافتتحت حرمًا آخر في موريشيوس في أكتوبر 2009. في سبتمبر 2013، افتتحت ميدلسكس حرمها الجامعي الدولي الثالث في مالطا.

### لندن: هندون
يقع حرم هندون الجامعي في شمال غرب لندن، بالقرب من محطة مترو أنفاق هندون المركزية. تم بناء مبنى الكلية الرئيسي على الطراز الجورجي الجديد من قبل إتش دبليو. Burchett وافتتح في عام 1939 كجزء من معهد هندون التقني. تم تمديد هذا في عام 1955 وفي عام 1969 عندما تمت إضافة قاعة طعام جديدة ومبنى هندسي، وتم توسيعها لاحقًا باستخدام عدد من مباني المكاتب في لندن بورو أوف بارنت بما في ذلك قاعة المدينة الحالية والمكتبة.
تم استثمار أكثر من 200 مليون جنيه إسترليني لتحويل موقع جامعة هندون إلى واحد من أكبر الجامعات في لندن. تم تجديد مبنى الكلية الرئيسي في مشروع بقيمة 40 مليون جنيه إسترليني والذي تضمن إضافة فناء مركزي مغطى بالزجاج يشكل Ricketts Quadrangle. في عام 2004، تم افتتاح مركز مصادر التعلم الجديد، مكتبة شيبارد، ليوفر إمكانية الوصول على مدار الساعة طوال أيام الأسبوع إلى أكثر من 1000 منطقة دراسية ومرافق متخصصة بما في ذلك جناح الأسواق المالية، وجناح القانون، وغرفة موارد التدريس.
يعد مبنى ريترمان أحد أحدث مشاريع التطوير في جامعة ميدلسكس، وتم افتتاحه في فبراير 2017. ويوفر أكثر من 3300 متر مربع من مساحة التدريس الإضافية لكل من كلية العلوم والتكنولوجيا وكلية الفنون والصناعات الإبداعية، وهو موطن لـ أول “مصنع إلكتروني” في المملكة المتحدة. يتضمن تصميمه تقنيات مستدامة بما في ذلك الألواح الشمسية، وسقف أخضر متنوع بيولوجيًا، وجدران معيشة مروية عن طريق تجميع مياه الأمطار.
وتشمل المرافق المتخصصة الأخرى مختبرات العلوم البيولوجية والطبية الحيوية ومختبرات محاكاة التمريض والقبالة.
يحتوي حرم هندون الجامعي على عدد من المرافق الرياضية، بما في ذلك استوديو للياقة البدنية، وملاعب كرة قدم 7 لاعبين، وملاعب خارجية مضاءة (MACS)، وجدار صخري، وواحد من ملاعب التنس الحقيقية القليلة في المملكة المتحدة. في أكتوبر 2013، افتتحت الجامعة منشأة جديدة للعلوم الرياضية في أليانز بارك (الملعب الجديد لنادي ساراسينز للرجبي) في هندون.تم افتتاح صالة الألعاب الرياضية بالجامعة، Fitness Pod، التي تم تجديدها، في عام 2017 لتوفير صالة الألعاب الرياضية والمرافق الترفيهية للطلاب والموظفين والمجتمع المحلي.
افتتحت الجامعة مؤخرًا حرمها الجامعي الجديد المسمى Subash Pun Campus المعروف أيضًا باسم Subasha Timro.
على الجانب الآخر افتتح الحرم الجامعي الجديد حرم بوذا جورونج.

### دبي
وفي عام 2005، افتتحت الجامعة حرمًا جامعيًا في قرية دبي للمعرفة كجزء من المنطقة الحرة للتكنولوجيا والإعلام في دبي. هذا مشروع مشترك مع ميدلسكس أسوشيتس، وهو اتحاد تجاري في دبي. كان الحرم الجامعي هو أول حرم جامعي في ميدلسكس خارج شمال لندن. ويقدم دورات في المحاسبة والمالية، والأعمال التجارية والإدارة، والحوسبة وتكنولوجيا المعلومات، والتعليم، والقانون والسياسة، والتسويق، والإعلام والاتصالات، وعلم النفس، والعلوم الاجتماعية وإدارة السياحة الدولية.
الحرم الجامعي مرخص من قبل هيئة المعرفة والإنسان بدبي، وبرامجه معتمدة من قبل هيئة المعرفة والتنمية البشرية. وفي أغسطس 2009، أشاد المجلس الدولي لضمان جودة الجامعات التابع لهيئة المعرفة والتنمية البشرية بجودة برامج الجامعة.
سجل حرم دبي أكثر من 3200 طالب، ويضم 100 جنسية متنوعة، اعتبارًا من عام 2020 وعلى مر السنين.
وفي عام 2017 استضافت الجامعة مؤتمر الاتحاد الأوروبي والإمارات العربية المتحدة بشأن سيادة القانون والتحكيم، حيث شارك فيه رئيس وفد الاتحاد الأوروبي لدى دولة الإمارات العربية المتحدة إلى جانب المدير القانوني لشركة كلايد وشركاه ورئيس قسم المحاماة في شركة تايلور وكان ويسينج حاضرين.
وفي أغسطس 2019، تم اختيار الجامعة لتكون شريكًا لـ PRCA في منطقة الشرق الأوسط وشمال أفريقيا.

### موريشيوس
يقع الحرم الجامعي في بون تير، إحدى ضواحي منطقة فاكوس-فينيكس، وقد افتُتح رسميًا في عام 2010، ليكون بذلك أول حرم جامعي لجامعة بريطانية يُفتتح في موريشيوس. وتبلغ مساحته نحو 7800 متر مربع، ويضم مركزًا لمصادر التعلم، وأجنحة حاسوبية متاحة للاستخدام العام، بالإضافة إلى مساحات مخصصة لتناول الطعام والتواصل الاجتماعي، فضلًا عن مرافق سكنية في الموقع. يعمل الأكاديميون المحاضرون في حرم موريشيوس بالتعاون مع فريق البرنامج الأكاديمي في الحرم الرئيسي للجامعة في لندن، بهدف ضمان الالتزام بمعايير الجودة البريطانية في تقديم المناهج الدراسية وأساليب التدريس والتقييم.
وفي أكتوبر 2017، افتتحت الجامعة حرمًا جامعيًا جديدًا في كاسكافيل. ويحتوي الحرم الجديد على مختبرات متخصصة في التنوع البيولوجي وعلم النفس، بالإضافة إلى مركز طلابي مخصص للأندية والجمعيات. ويضم الحرم أكثر من 1000 طالب ينتمون إلى 25 جنسية مختلفة، يدرسون برامج البكالوريوس والدراسات العليا.

### مالطا
في عام 2013 افتتحت ميدلسكس أحدث حرم جامعي لها في مالطا في بيمبروك على الساحل الشمالي الشرقي لمالطا. تتم مشاركة الحرم الجامعي مع الشريك الأكاديمي STC Training ويقدم مجموعة متنوعة من دورات الأعمال والعلوم والتكنولوجيا على المستويين الجامعي والدراسات العليا، بما في ذلك دورات الدراسات العليا والدراسات العليا في الحوسبة وتكنولوجيا المعلومات والأعمال.
في فبراير 2019، تم الإعلان عن إغلاق الحرم الجامعي في مالطا بحلول سبتمبر 2022.

## إعادة الهيكلة
في مايو 2001، عيّنت الجامعة شركة C Eye، وهي شركة استشارية متخصصة في العلامات التجارية، لتصميم شعار جديد. وفي عام 2003، استُبدل الشعار السابق الذي كان يتضمن حرف "M" بشعار جديد يتمثل في خط متموّج باللون الأحمر، يرمز إلى نهج مرن وسريع الاستجابة لاحتياجات الطلاب.
وفي أعقاب مراجعة لاستدامة برامجها الأكاديمية، نفّذت الجامعة سلسلة من التخفيضات خلال الفترة 2005–2006. وفي أواخر عام 2005، قررت إيقاف تقديم برامج التاريخ في محاولة لتقليص عجز مالي قُدّر بنحو 10 ملايين جنيه إسترليني. وقد قوبل هذا القرار بمعارضة شديدة من اتحاد طلاب جامعة ميدلسكس ومن الاتحاد الوطني للطلاب كذلك. وفي سياق إجراءات أخرى لتقليص النفقات، قامت الجامعة بتسريح 175 موظفًا بشكل طوعي، من بينهم 33 عضوًا من الطاقم الأكاديمي، في خطوة هدفت إلى توفير نحو 5 ملايين جنيه إسترليني.
ومنذ عام 2000، تبنّت جامعة ميدلسكس إستراتيجية تُعرف بـ "عدد أقل من الأحرم، لكن بجودة أعلى"، بهدف خفض التكاليف وتعزيز الاستدامة على المدى الطويل. وضمن هذه الإستراتيجية، أغلقت الجامعة عددًا من كليات الفنون الصغيرة في بيدفورد، وهامبستيد، وود غرين، بالإضافة إلى حُرُم أكبر حجمًا لكنها كانت تُعاني من ضعف الجدوى الاقتصادية أو الجاذبية، مثل باوندز غرين، وإنفيلد، وتوتنهام. كما أغلقت مبنى خدمات الشركات في "نورث لندن بزنس بارك"، وجرى توحيد معظم الأنشطة الإدارية والتعليمية في حرم هندون، الذي يهدف إلى استيعاب غالبية البرامج التعليمية في لندن.
وفي عام 2010، أعلنت الجامعة عن إغلاق قسم الفلسفة لديها، بزعم أنه لم يعد مستدامًا من الناحية المالية، وذلك على الرغم من أنه كان الأعلى تصنيفًا في الجامعة وفقًا لنتائج تمرين تقييم البحث (RAE) لعام 2008، استنادًا إلى حصوله على الدرجة الخامسة في تقييم عام 2001. وقد أثار القرار احتجاجًا واسعًا، ونُظّمت حملة دعم دولية ضمت شخصيات بارزة مثل غاياتري تشاكرافورتي سبيفاك، وجان لوك نانسي، وسلافوي جيجيك، وإتيان باليبار، وديفيد هارفي، وإيزابيل ستينغرز، الذين عبّروا عن رفضهم الشديد للقرار. كما نُشرت مقالات نقدية في الصحافة الوطنية، وشارك الطلاب في احتجاجات داخل الحرم الجامعي وفي أماكن أخرى للمطالبة بإعادة القسم. وفي يونيو 2010، أُعلن عن نقل وحدة الدراسات العليا في الفلسفة، المعروفة باسم CRMEP، إلى جامعة كينغستون، في حين تقرر التخلص التدريجي من برنامج البكالوريوس.